# タイアス・ジョーンズ
タイアス・ロバート・ジョーンズ・シニア（Tyus Robert Jones Sr., 1996年5月10日 - ）は、アメリカ合衆国・ミネソタ州バーンズビル出身のプロバスケットボール選手。NBAのフェニックス・サンズに所属している。ポジションはポイントガード。弟のトレ・ジョーンズもNBAでプレーしている。

## 経歴

### 学生時代
ミネソタ州の高校時代に "ミスター・バスケットボール" に選出されるなど、ミネソタ州の有名選手だったジョーンズは、名門のデューク大学に進学。1年生ながらエースポイントカードを任され、2015年のNCAAチャンピオンを経験した。その勢いでジョーンズは、優勝メンバーのジャーリール・オカフォー、ジャスティス・ウィンスローらと共に2015年のNBAドラフトにアーリーエントリーすることを表明した。

### NBA

#### ミネソタ・ティンバーウルブズ

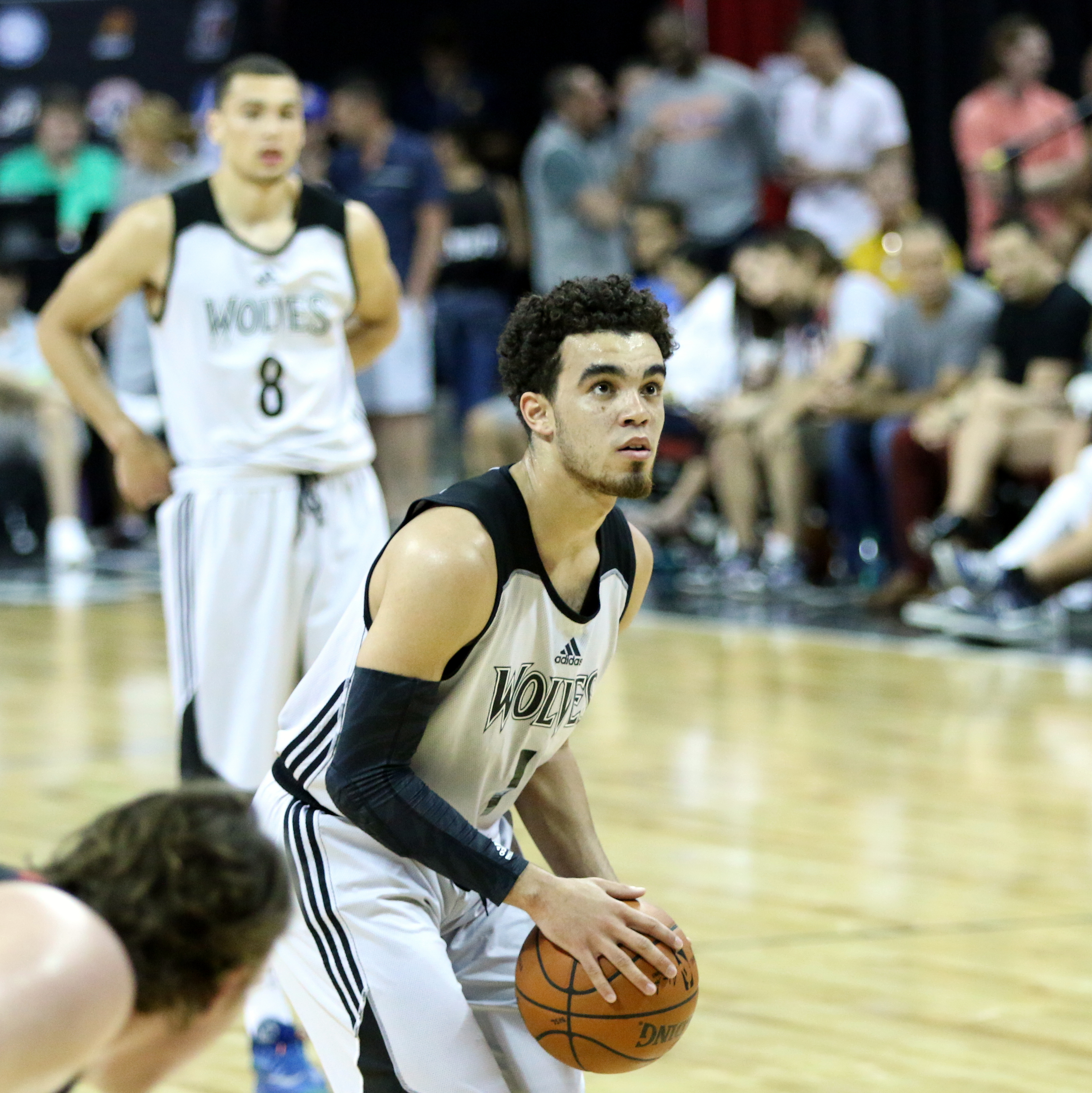
サマーリーグでのジョーンズ
（2015年）

2015年6月25日に行われたNBAドラフトにて1巡目全体24位でクリーブランド・キャバリアーズから指名された後、ミネソタ・ティンバーウルブズとの間でトレードが行われ、交渉権がウルブズに移動。ジョーンズは地元ミネソタ州でNBA生活を迎えることになった。11月10日のシャーロット・ホーネッツ戦でNBAデビューを果たして1得点、1リバウンド、1アシスト、1スティールを記録したが、チームは95-104で敗れた。12月5日にユタ・ジャズの傘下チームであるアイダホ・スタンピードにアサインされた。
2018年12月17日のサクラメント・キングス戦で自身初のダブル・ダブルとなる10得点、10アシスト、3リバウンド、2スティールを記録し、チームは132-105で勝利した。

#### メンフィス・グリズリーズ
2019年7月8日にメンフィス・グリズリーズとの3年総額2,800万ドルの契約を結んだ。
2021年2月1日のサンアントニオ・スパーズ戦でシーズンハイとなる14アシストを記録し、チームは133-102で勝利した。
2022年2月5日のニューオーリンズ・ペリカンズ戦でシーズンハイとなる27得点を記録し、チームは121-109で勝利した。
7月6日にグリズリーズとの2年総額3,000万ドルの再契約を結んだ。2023年3月17日のサンアントニオ・スパーズ戦で自身初のトリプル・ダブルとなる20得点、10リバウンド、10アシスト、2スティールを記録し、チームは延長戦の末に126-120で勝利した。翌日のゴールデンステート・ウォリアーズ戦では13得点、14アシスト、0ターンオーバーを記録し、チームは133-119で勝利した。

#### ワシントン・ウィザーズ
2023年6月22日にマーカス・スマート、クリスタプス・ポルジンギスらが絡む大型トレードでワシントン・ウィザーズへ移籍した。12月15日のインディアナ・ペイサーズ戦で自身2度目のトリプル・ダブルとなる13得点、10リバウンド、11アシストを記録し、チームは137-123で勝利した。2024年2月27日のゴールデンステート・ウォリアーズ戦でキャリアハイとなる17アシストを含む14得点、6リバウンドを記録したが、チームは112-123で敗れた。

#### フェニックス・サンズ
2024年7月30日にフェニックス・サンズと契約を結んだ。

### オーランド・マジック
2025年7月6日にオーランド・マジックと契約を結んだ。

## 個人成績

### NBA

#### レギュラーシーズン
| シーズン | チーム | GP  | GS  | MPG  | FG%  | 3P%  | FT%  | RPG | APG | SPG | BPG | PPG  |
| -------- | ------ | --- | --- | ---- | ---- | ---- | ---- | --- | --- | --- | --- | ---- |
| 2015–16  | MIN    | 37  | 0   | 15.5 | .359 | .302 | .718 | 1.3 | 2.9 | .8  | .1  | 4.2  |
| 2016–17  | MIN    | 60  | 0   | 12.9 | .414 | .356 | .767 | 1.1 | 2.6 | .8  | .1  | 3.5  |
| 2017–18  | MIN    | 82* | 11  | 17.9 | .457 | .349 | .877 | 1.6 | 2.8 | 1.2 | .1  | 5.1  |
| 2018–19  | MIN    | 68  | 23  | 22.9 | .415 | .317 | .841 | 2.0 | 4.8 | 1.2 | .1  | 6.9  |
| 2019–20  | MEM    | 65  | 6   | 19.0 | .459 | .379 | .741 | 1.6 | 4.4 | .9  | .1  | 7.4  |
| 2020–21  | MEM    | 70  | 9   | 17.5 | .431 | .321 | .911 | 2.0 | 3.7 | .9  | .1  | 6.3  |
| 2021–22  | MEM    | 73  | 23  | 21.2 | .451 | .390 | .818 | 2.4 | 4.4 | .9  | .0  | 8.7  |
| 2022–23  | MEM    | 80  | 22  | 24.3 | .438 | .371 | .800 | 2.5 | 5.2 | 1.0 | .1  | 10.3 |
| 2023–24  | WAS    | 66  | 66  | 29.3 | .489 | .414 | .800 | 2.7 | 7.3 | 1.1 | .3  | 12.0 |
| 2024–25  | PHX    | 81  | 58  | 26.8 | .448 | .414 | .895 | 2.4 | 5.3 | .9  | .1  | 10.2 |
| 通算     | 通算   | 682 | 218 | 21.1 | .445 | .378 | .822 | 2.0 | 4.4 | 1.0 | .1  | 7.7  |

#### プレーオフ
| シーズン | チーム | GP | GS | MPG  | FG%  | 3P%  | FT%   | RPG | APG | SPG | BPG | PPG |
| -------- | ------ | -- | -- | ---- | ---- | ---- | ----- | --- | --- | --- | --- | --- |
| 2018     | MIN    | 4  | 0  | 13.8 | .286 | .000 | ---   | 2.3 | 2.0 | .3  | .0  | 1.0 |
| 2021     | MEM    | 5  | 0  | 9.4  | .353 | .250 | 1.000 | 1.4 | 1.2 | .2  | .0  | 3.0 |
| 2022     | MEM    | 12 | 3  | 21.8 | .394 | .400 | .933  | 3.3 | 4.5 | 1.2 | .2  | 9.2 |
| 2023     | MEM    | 6  | 1  | 20.0 | .306 | .158 | .667  | 3.0 | 3.7 | 1.3 | .0  | 4.5 |
| 通算     | 通算   | 27 | 4  | 17.9 | .365 | .314 | .900  | 2.7 | 3.3 | .9  | .1  | 5.8 |

### カレッジ
| シーズン | チーム   | GP | GS | MPG  | FG%  | 3P%  | FT%  | RPG | APG | SPG | BPG | PPG  |
| -------- | -------- | -- | -- | ---- | ---- | ---- | ---- | --- | --- | --- | --- | ---- |
| 2014–15  | デューク | 39 | 39 | 33.9 | .417 | .379 | .889 | 3.5 | 5.6 | 1.5 | .1  | 11.8 |